# Club Baloncesto Málaga 2016-2017
Questa voce raccoglie le informazioni riguardanti il Club Baloncesto Málaga nelle competizioni ufficiali della stagione 2016-2017.

## Stagione
La stagione 2016-2017 del Club Baloncesto Málaga è la 25ª nel massimo campionato spagnolo di pallacanestro, la Liga ACB.

## Roster
Aggiornato al 14 luglio 2018.
| Unicaja Málaga 2016-17 | Unicaja Málaga 2016-17 |
| Giocatori              | Staff tecnico          |
| ---------------------- | ---------------------- |

| N. | Naz.                                                  | Ruolo | Nome              | Anno | Alt.   | Peso   |  |
| -- | ----------------------------------------------------- | ----- | ----------------- | ---- | ------ | ------ |  |
| 2  | Rep. del Congo (bandiera) · Spagna (bandiera)         | C     | Viny Okouo        | 1997 | 214 cm | 100 kg |  |
| 3  | Spagna (bandiera)                                     | AP    | Ignacio Rosa      | 1999 | 201 cm | 86 kg  |  |
| 8  | Stati Uniti (bandiera)                                | P     | Kyle Fogg         | 1990 | 190 cm | 85 kg  |  |
| 9  | Spagna (bandiera)                                     | P     | Alberto Díaz      | 1994 | 188 cm | 81 kg  |  |
| 11 | Spagna (bandiera)                                     | AP    | Dani Díez         | 1993 | 201 cm | 100 kg |  |
| 14 | Rep. Dominicana (bandiera) · Spagna (bandiera)        | AC    | Juan José García  | 1989 | 201 cm | 91 kg  |  |
| 15 | Stati Uniti (bandiera)                                | G     | Jamar Smith       | 1987 | 191 cm | 84 kg  |  |
| 16 | Serbia (bandiera)                                     | PG    | Nemanja Nedović   | 1991 | 192 cm | 87 kg  |  |
| 20 | Stati Uniti (bandiera) · Croazia (bandiera)           | P     | Oliver Lafayette  | 1984 | 188 cm | 86 kg  |  |
| 21 | Polonia (bandiera)                                    | GA    | Adam Waczyński    | 1989 | 199 cm | 96 kg  |  |
| 23 | Stati Uniti (bandiera) · Italia (bandiera)            | A     | Jeff Brooks       | 1989 | 203 cm | 98 kg  |  |
| 31 | RD del Congo (bandiera)                               | AP    | Christian Eyenga  | 1989 | 201 cm | 95 kg  |  |
| 43 | Spagna (bandiera)                                     | AP    | Carlos Suárez (C) | 1986 | 203 cm | 106 kg |  |
| 44 | Serbia (bandiera)                                     | C     | Dejan Musli       | 1991 | 213 cm | 119 kg |  |
| 55 | Senegal (bandiera)                                    | C     | Hamady N'Diaye    | 1987 | 213 cm | 107 kg |  |
| 92 | Bosnia ed Erzegovina (bandiera) · Slovenia (bandiera) | C     | Alen Omić         | 1992 | 216 cm | 111 kg |  |
| -  | Spagna (bandiera)                                     | AP    | José Luis Ibáñez  | 2000 | 196 cm | 89 kg  |  |

| Allenatore                                                                                           |
| - Joan Plaza                                                                                         |
| Assistente/i                                                                                         |
| - Antonio Herrera - Ángel Sánchez-Cañete Legenda - (C) Capitano - (IN) Inattivo - Infortunato Roster |

## Mercato

### Sessione estiva
| Acquisti | Acquisti         | Acquisti          | Acquisti   | Acquisti |
| R.a      | Nome             | da                | Modalità   |          |
| -------- | ---------------- | ----------------- | ---------- | -------- |
| P        | Kyle Fogg        | Eisb. Bremerhaven | definitivo |          |
| AC       | Juan José García | Titanes del D.N.  | definitivo |          |
| C        | Dejan Musli      | Manresa           | definitivo |          |
| P        | Oliver Lafayette | Olimpia Milano    | definitivo |          |
| GA       | Adam Waczyński   | Obradoiro         | definitivo |          |
| A        | Jeff Brooks      | Avtodor Saratov   | definitivo |          |
| C        | Hamady N'Diaye   | Bnei Herzliya     | definitivo |          |

| Cessioni | Cessioni             | Cessioni          | Cessioni          | Cessioni |
| R.       | Nome                 | a                 | Modalità          |          |
| -------- | -------------------- | ----------------- | ----------------- | -------- |
| P        | Stefan Marković      | Chimki            | fine contratto    |          |
| AG       | Mindaugas Kuzminskas | N.Y. Knicks       | fine contratto    |          |
| C        | Will Thomas          | Valencia          | fine contratto    |          |
| C        | Jack Cooley          | R. Ludwigsburg    | fine contratto    |          |
| P        | Kenny Hayes          | T. Büyükçekmece   | fine contratto    |          |
| C        | Fran Vázquez         | Canarias Tenerife | fine contratto    |          |
| G        | Edwin Jackson        | Estudiantes       | fine contratto    |          |
| G        | DeMarcus Nelson      | Free agent        | fine contratto    |          |
| AG       | Kenan Karahodžić     | Partizan          | prestito          |          |
| C        | Romaric Belemene     | Manresa           | prestito          |          |
| C        | Cristian Uta         | Fundación Granada | fine contratto    |          |
| AP       | Dejan Todorović      | Bilbao Berri      | riscatto prestito |          |

### Dopo l'inizio della stagione
| Acquisti | Acquisti         | Acquisti     | Acquisti        | Acquisti   |
| R.       | Nome             | da           | Data            | Modalità   |
| -------- | ---------------- | ------------ | --------------- | ---------- |
| C        | Alen Omić        | Anadolu Efes | 16 gennaio 2017 | definitivo |
| AP       | Christian Eyenga | Pall. Varese | 14 maggio 2017  | definitivo |

| Cessioni | Cessioni         | Cessioni      | Cessioni        | Cessioni    |
| R.       | Nome             | a             | Data            | Modalità    |
| -------- | ---------------- | ------------- | --------------- | ----------- |
| AC       | Juan José García | Free agent    | gennaio 2017    | rescissione |
| C        | Hamady N'Diaye   | Bnei Herzliya | 31 gennaio 2017 | rescissione |